# Henryk Żwirko

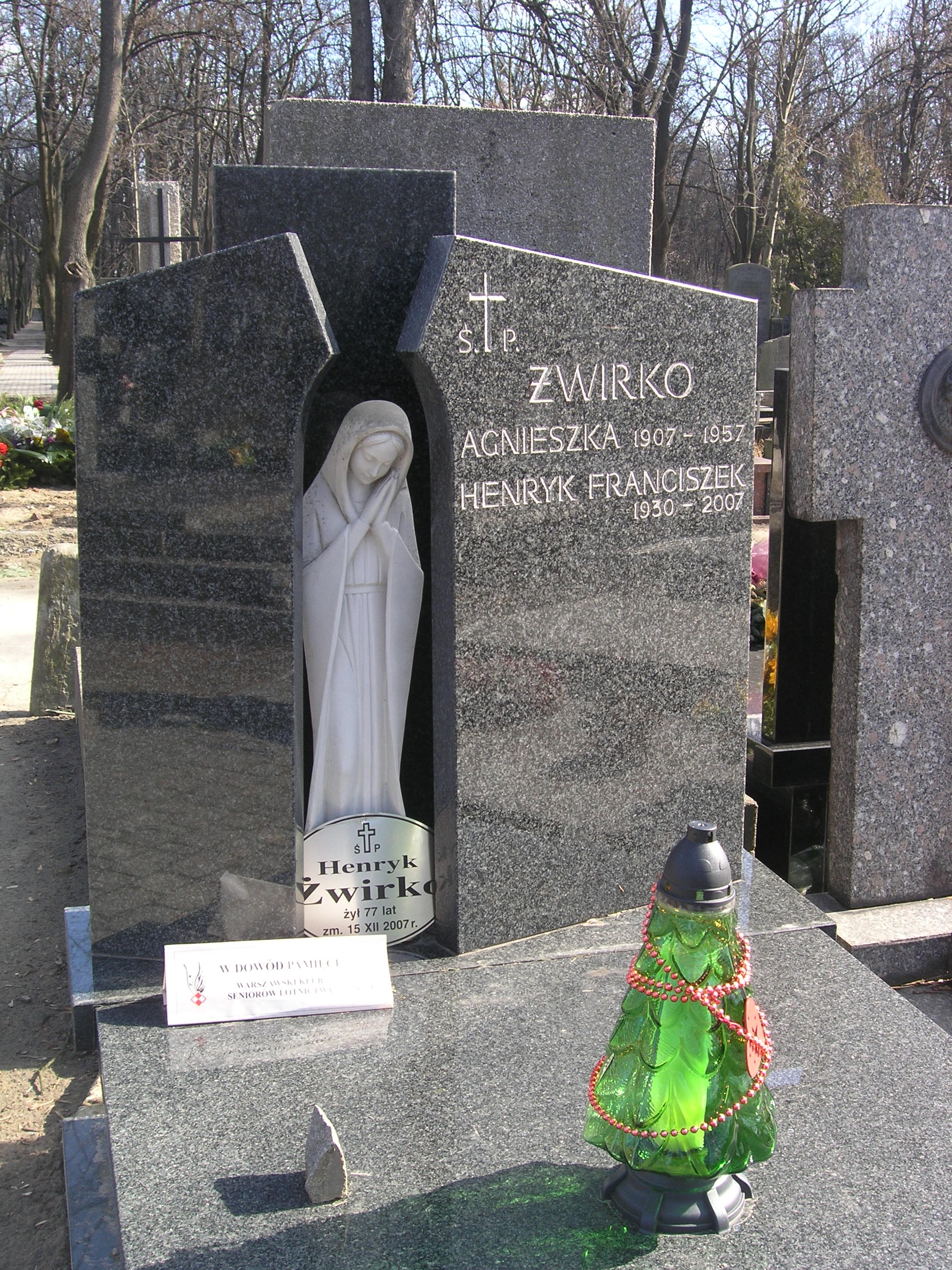
Grób Henryka Żwirki na cmentarzu Powązkowskim w Warszawie (marzec 2012)

Henryk Franciszek Żwirko (ur. 1930, zm. 15 grudnia 2007) – polski popularyzator lotnictwa, długoletni pracownik lotnictwa cywilnego, syn słynnego polskiego lotnika Franciszka Żwirki, który wraz ze Stanisławem Wigurą był zwycięzcą  Międzynarodowych Zawodów Lotniczych Challenge w 1932 w Berlinie. Członek Stowarzyszenia Lotników Polskich. 
Pochowany 21 grudnia 2007 na Starych Powązkach w Warszawie (kwatera 101-2-1). W uroczystościach pogrzebowych uczestniczyły poczty sztandarowe Stowarzyszenia Lotników Polskich, Warszawskiego Klubu Seniorów Lotnictwa, Polskich Linii Lotniczych “LOT” oraz Dęblińskiego Liceum Lotniczego im. F. Żwirki i S. Wigury.

## Wybrana bibliografia[2]
- ”Franciszek Żwirko” (Wydaw. Ministerstwa Obrony Narodowej, Warszawa, 1988 r., ISBN 83-11-07435-6)
- ”Kierunki rozwoju nowoczesnych samolotów pasażerskich na świecie” (Centrum Informacji Naukowej, Technicznej i Ekonomicznej. Ośrodek Informacji Centralnej, Warszawa, 1984 r.) (broszura)
- ”Polskie skrzydła” (Firma Księgarska Jacek Olesiejuk, 2007 r., ISBN 978-83-60786-08-6)